# University of the Pacific Women's Volleyball
La University of the Pacific Women's Volleyball è la squadra di pallavolistica femminile appartenente alla University of the Pacific, con sede a Stockton (California): milita nella West Coast Conference della NCAA Division I.

## Palmarès
- NCAA Division I: 2

1985, 1986

## Record
| Piazzamento          |    | Edizione                                                                |
| -------------------- | -- | ----------------------------------------------------------------------- |
| Tornei NCAA          | 24 | Vincitrice: 2 1985, 1986                                                |
| Tornei NCAA          | 24 | Finale: 1 1990                                                          |
| Tornei NCAA          | 24 | 3º posto: 1 1984                                                        |
| Tornei NCAA          | 24 | 4º posto: 2 1981, 1983                                                  |
| Tornei NCAA          | 24 | Semifinali: 1 1999                                                      |
| Tornei NCAA          | 24 | Elite Eight: 4 1982, 1987, 1988, 1992                                   |
| Tornei NCAA          | 24 | Sweet Sixteen: 8 1989, 1991, 1993, 1994, 1996, 1998, 2000, 2001         |
| Tornei NCAA          | 24 | Secondo turno: 4 1995, 1997, 2002, 2003                                 |
| Tornei NCAA          | 24 | Primo turno: 1 2004                                                     |
| Titoli di conference | 11 | Northern California Athletic Conference: 5 1975, 1976, 1979, 1980, 1981 |
| Titoli di conference | 11 | Northern Pacific Conference: 2 1982, 1983                               |
| Titoli di conference | 11 | Big West Conference: 4 1985, 1986, 1999, 2000                           |

## Conference
- Northern California Athletic Conference: 1975-1981
- Northern Pacific Conference: 1982-1983
- Big West Conference[1]: 1984-2012
- West Coast Conference: 2013-

## National Coach of the Year
- Taras Liskevych (1983)

## All-America

### First Team
- Jayne Gibson (1981)
- Jan Saunders (1982, 1983, 1984)
- Eileen Dempster (1983, 1984)
- Julie Maginot (1984)
- Elaina Oden (1985, 1986)
- Liz Hert (1987)
- Teri McGrath (1987)
- Krissy Fifer (1989)
- Melanie Beckenhauer (1990, 1991)
- Cathey Scotlan (1990)
- Charlotte Johansson (1994)
- Elsa Stegemann (1998, 1999)
- Kara Gormsen (2000)
- Jennifer Joines (2003)

### Second Team
- Julie Maginot (1985)
- Teri McGrath (1986)
- Mary Miller (1986)
- Elaina Oden (1989)
- Krissy Fifer (1990)
- Sharon Kasser (1991)
- Charlotte Johanson (1992, 1993)
- Sacha Caldemeyer (1996)
- Jennifer Joines (2000, 2001, 2002)

## Allenatori
- Linda Golden : 1975
- Taras Liskevych: 1976-1985
- John Dunning: 1985-2000
- Jayne McHugh: 2001-2005
- Charlie Wade: 2006-2008
- David Johnson: 2009
- Greg Gibbons: 2010-